# Liste der Botschafter der Vereinigten Staaten in Malaysia

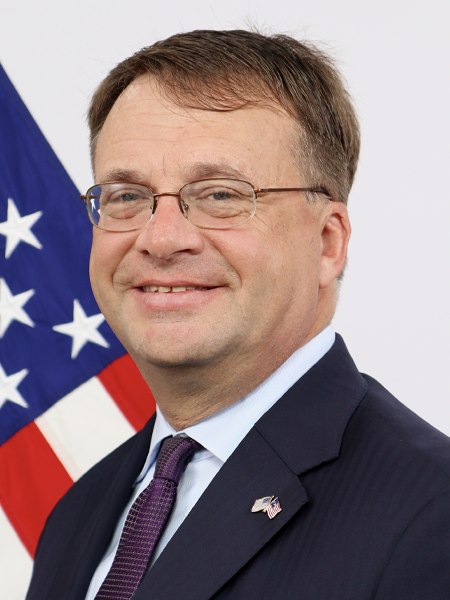
Edgard Kagan, derzeitiger Botschafter in Malaysia

Der Botschafter der Vereinigten Staaten von Amerika in Malaysia ist der bevollmächtigte Botschafter der Vereinigten Staaten von Amerika in Malaysia (vor 1963 in der Föderation Malaya).

## Botschafter
| Amtszeit  | Name                           | Bemerkungen       |
| --------- | ------------------------------ | ----------------- |
| 1957      | Thomas Kenneth Wright          | Chargé d’Affaires |
| 1957–1961 | Homer Morrison Byington Jr.    |                   |
| 1961–1964 | Charles Franklin Baldwin       |                   |
| 1964–1969 | James Dunbar Bell              |                   |
| 1969–1973 | Jack Wilson Lydman             |                   |
| 1974–1977 | Francis Trelease Underhill Jr. |                   |
| 1977–1980 | Robert Hopkins Miller          |                   |
| 1980–1981 | Barbara Mae Watson             |                   |
| 1981–1983 | Ronald DeWayne Palmer          |                   |
| 1983–1987 | Thomas P. Shoesmith            |                   |
| 1987–1989 | John Cameron Monjo             |                   |
| 1989–1992 | Paul Matthews Cleveland        |                   |
| 1992–1995 | John Stern Wolf                |                   |
| 1996–1998 | John Raymond Malott            |                   |
| 1999–2001 | Burton Lynn Pascoe             |                   |
| 2001–2004 | Marie T. Huhtala               |                   |
| 2005–2007 | Christopher L. LaFleur         |                   |
| 2007–2009 | James R. Keith                 |                   |
| 2010–2013 | Paul Wayne Jones               |                   |
| 2013–2016 | Joseph Yousang Yun             |                   |
| 2017–2021 | Kamala Shirin Lakhdhir         |                   |
| 2021–2023 | Brian David McFeeters          |                   |
| 2024–     | Edgard D. Kagan                |                   |